# Arnaldo Antunes
Arnaldo Augusto Nora Antunes Filho OMC (São Paulo, 2 de setembro de 1960) é um músico, poeta, compositor e artista visual brasileiro.
É conhecido na América do Sul por ser um dos principais compositores da música pop brasileira, respirando de influências concretistas e pós-modernas. Compositor de hits como "Pulso", "Alma", "Socorro", "Não Vou Me adaptar", "Beija Eu", "Infinito Particular", "Vilarejo", "Velha Infância" e "Quem Me Olha Só", já teve suas canções interpretadas por artistas como Gilberto Gil, Jorge Ben Jor, Gal Costa, Maria Bethânia,Cássia Eller, Marisa Monte, Nando Reis, Jorge Drexler, Zélia Duncan, Frejat, Margareth Menezes, Pepeu Gomes, além, claro, dos Titãs, banda da qual fez parte até 1992.
Em outubro de 2008, a revista Rolling Stone promoveu a Lista dos Cem Maiores Artistas da Música Brasileira, na qual Arnaldo ocupa o 95° lugar.
Fora da música, também já expôs trabalhos em artes plásticas.

## Biografia
Nasceu em 1960, o quarto de sete filhos. Em 1978, ingressou na FFLCH da USP, onde seguiria o curso de Linguística, mas abandonou o projeto devido ao sucesso dos Titãs.
Permaneceu durante dez anos na banda, desligando-se em 1992 por divergir dos rumos musicais dela. O desligamento foi oficializado em 15 de dezembro de 1992. Apesar de sua saída, Arnaldo continuou compondo com os demais integrantes do grupo e várias dessas parcerias foram incluídas em discos dos Titãs, assim como em seus discos solo.
Influenciado pela poesia concreta, lança seu primeiro álbum solo Nome em 1993.
Em 1997, fez participação especial no álbum Acústico MTV, dos Titãs. Na ocasião, Antunes cantou a faixa "O Pulso", música originalmente gravada no álbum Õ Blésq Blom (1989).
Em 1998, lança seu quarto álbum solo, Um som, produzido por Chico Neves.
No ano de 2002, formou, em parceria com os amigos Marisa Monte e Carlinhos Brown, o trio Tribalistas, pelo qual lançaram o álbum homônimo. O álbum foi sucesso de público e crítica e vendeu, até 2009, mais de 2 100 000 cópias no Brasil e na Europa. Foi também indicado a cinco categorias do Grammy Latino em 2003, ganhando o prêmio de Melhor Álbum Pop Contemporâneo Brasileiro. O grupo só viria a gravar um segundo álbum, também chamado Tribalistas, em 2017, mas segundo Antunes continuaram compondo em seus encontros, com o resultado entrando nos trabalhos solo dos três cantores.
Arnaldo ainda atuou como ensaísta na Folha de S.Paulo, quando deixou evidente o substrato teórico que transparece no seu trabalho estético. Lançou no final do ano de 2007 o primeiro DVD de sua carreira, o premiado Ao Vivo no Estúdio, que passeia por toda sua carreira e que conta com as participações especiais do ex-titã Nando Reis, do titã Branco Mello, do Ira! Edgard Scandurra e dos tribalistas Marisa Monte e Carlinhos Brown.
Em 2008, fundou a banda Pequeno Cidadão, que integrou até 2012. Dela fazem parte Edgard Scandurra, Taciana Barros e Antonio Pinto, além de seus filhos e sobrinhos.
O músico foi VJ da MTV Brasil durante o ano de 2011, comandando o mensal Grêmio Recreativo.

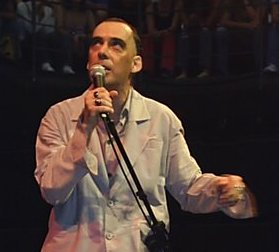
Arnaldo Antunes em 2007

Arnaldo Antunes é compositor e intérprete da canção "Lavar as Mãos", que era exibida no programa educativo Castelo Rá-Tim-Bum, que, por sua vez, é o maior sucesso de audiência da história da TV Cultura.
Colaborou com a banda portuguesa Clã em vários dos seus álbuns (Lustro, Rosa Carne, Vivo, Cintura) e espetáculos.
Em 2015, participou da canção "Trono de Estudar", composta por Dani Black em apoio aos estudantes que se articularam contra o projeto de reorganização escolar do governo estadual de São Paulo. A faixa teve a participação de outros 17 artistas brasileiros: Chico Buarque, Tiê, Dado Villa-Lobos, Paulo Miklos (seu ex-companheiro de Titãs), Tiago Iorc, Lucas Silveira, Filipe Catto, Zélia Duncan, Pedro Luís (Pedro Luís & A Parede), Fernando Anitelli (O Teatro Mágico), André Whoong, Lucas Santtana, Miranda Kassin, Tetê Espíndola, Helio Flanders (Vanguart), Felipe Roseno e Xuxa Levy.
Seu álbum RSTUVXZ foi eleito o 16º melhor disco brasileiro de 2018 pela revista Rolling Stone Brasil.
Em 2020, a produtora Porta dos Fundos lançou uma nova versão de "A Marcha do Demo", música dos Vestidos de Espaço, com Arnaldo nos vocais para promover seu especial de natal Teocracia em Vertigem. A versão ganhou um clipe, com Arnaldo cantando em estúdio e os integrantes do Porta dos Fundos cantando em isolamento social. São mostradas também imagens do making-of do especial. Ainda em 2020, lança o álbum O real resiste, com 10 músicas inéditas.
No mesmo ano, apresenta via internet o show "O real resiste", nome do seu novo álbum, acompanhado do pianista pernambucano Vitor Araújo. Também acompanhado do pianista, lança em 2021 o álbum Lágrimas no mar, com quatro músicas inéditas e canções de Caetano Veloso e Itamar Assumpção.
Ainda em 2021, compõe seis canções com Odair José para a trilha sonora do filme Meu álbum de amores.
Em março de 2025, lançou o álbum Novo Mundo com 12 canções inéditas. Produzido por Pupillo, o álbum tem a participação especial de Vandal, Ana Frango Elétrico, Marisa Monte e duas canções em parcerias com David Byrne.

## Discografia

### Solo

#### Álbuns de estúdio
- Nome (1993)
- Ninguém (1995)
- O Silêncio (1996)
- Um Som (1998)
- Paradeiro (2001)
- Saiba (2004)
- Qualquer (2006)
- Iê Iê Iê (2009)
- Disco (2013)[23]
- Já É (2015)
- RSTUVXZ (2018)[24]
- O Real Resiste (2020)
- Lágrimas no Mar (2021)
- Novo Mundo (2025)

#### Álbuns ao Vivo
- Ao Vivo no Estúdio (2007)
- Ao Vivo lá Em Casa (2010)
- Acústico MTV - Arnaldo Antunes (2012)[25]
- Ao Vivo em Lisboa (2017)

#### Trilhas sonoras
- O Corpo (2000)

#### Especiais
- Pequeno Cidadão (2009) (em parceria com Antonio Pinto, Edgard Scandurra e Taciana Barros)
- Especial MTV - A Curva da Cintura (2011) (em parceria com Edgard Scandurra e Toumani Diabaté)

### com os Titãs

#### Álbuns de estúdio
- Titãs (1984)
- Televisão (1985)
- Cabeça Dinossauro (1986)
- Jesus Não Tem Dentes no País dos Banguelas (1987)
- Õ Blésq Blom (1989)
- Tudo ao Mesmo Tempo Agora (1991)

#### Álbuns ao vivo
- Go Back (1988)

### Com os Tribalistas
- Tribalistas (2002)
- Tribalistas (2017)

### Participações
- Hangar - The Reason of Your Conviction, narração na faixa Just The Beginning (2007)
- Nando Reis - Jardim-Pomar, na faixa "Azul de Presunto" (2016)[26]

## Videografia
- Nome (1993)
- Tribalistas (2002)
- Ao Vivo no Estúdio (2007)
- Ao Vivo lá Em Casa (2010)
- Pequeno Cidadão (2011)
- Especial MTV - A Curva da Cintura (2011)
- Acústico MTV - Arnaldo Antunes (2012)
- Tribalistas (2017)

## Livros
- Ou e (Edição do autor, 1983).
- Psia (Expressão, 1986).
- Tudos (Iluminuras, 1991).
- As Coisas (Iluminuras, 1991). Vencedor do Prêmio Jabuti.
- Nome (BMG,1993).
- 2 ou + Corpos no Mesmo Espaço (Perspectiva, 1997).
- Doble Duplo (Zona de Obras / Tan, 2000).
- 40 Escritos (Iluminuras, 2000).
- Outro (Mirabilia, 2001).
- Palavra Desordem (Iluminuras, 2002).
- ET Eu Tu (Cosac & Naify, 2003).
- Antologia (Quasi, 2006).
- Frases do Tomé aos Três Anos (Alegoria, 2006).
- Como É que Chama o Nome Disso (Publifolha, 2006).
- Melhores Poemas (Global Editora, 2010).
- n.d.a. (Iluminuras, 2010).
- Animais (Editora 34, 2011).
- Cultura (2012).
- Saiba (DBA Editora, 2013).
- Outros 40 (Iluminuras, 2014).
- "Agora aqui ninguém precisa de si" (2015). Vencedor do Prêmio Jabuti.
- Família (2015). em coautoria com Tony Bellotto

## Televisão
- MTV Brasil - Grêmio Recreativo (2011)

## Cinema
Em 1985, atuou no filme Areias Escaldantes, um musical brasileiro.
Em 2010, atuou no filme Eu e Meu Guarda-Chuva.
Em 2018, foi tema do documentário autobiográfica Com a palavra, Arnaldo Antunes, dirigido pelo cineasta Marcelo Machado.

## Prêmios e indicações

### Prêmio da Música Brasileira[29]
| Ano  | Categoria                                    | Indicação                                            | Resultado |
| ---- | -------------------------------------------- | ---------------------------------------------------- | --------- |
| 1992 | Canção do ano                                | “Grávida” (do qual é compositor, gravado por Marina) | Venceu    |
| 1992 | Melhor Canção de Pop/Rock/Reggae/Hiphop/Funk | “Grávida” (do qual é compositor, gravado por Marina) | Venceu    |
| 2008 | Melhor álbum de Pop/Rock/Reggae/Hiphop/Funk  | Ao Vivo no estúdio                                   | Venceu    |
| 2011 | Melhor DVD                                   | Ao Vivo lá Em Casa                                   | Venceu    |